# Hippodamia septemmaculata

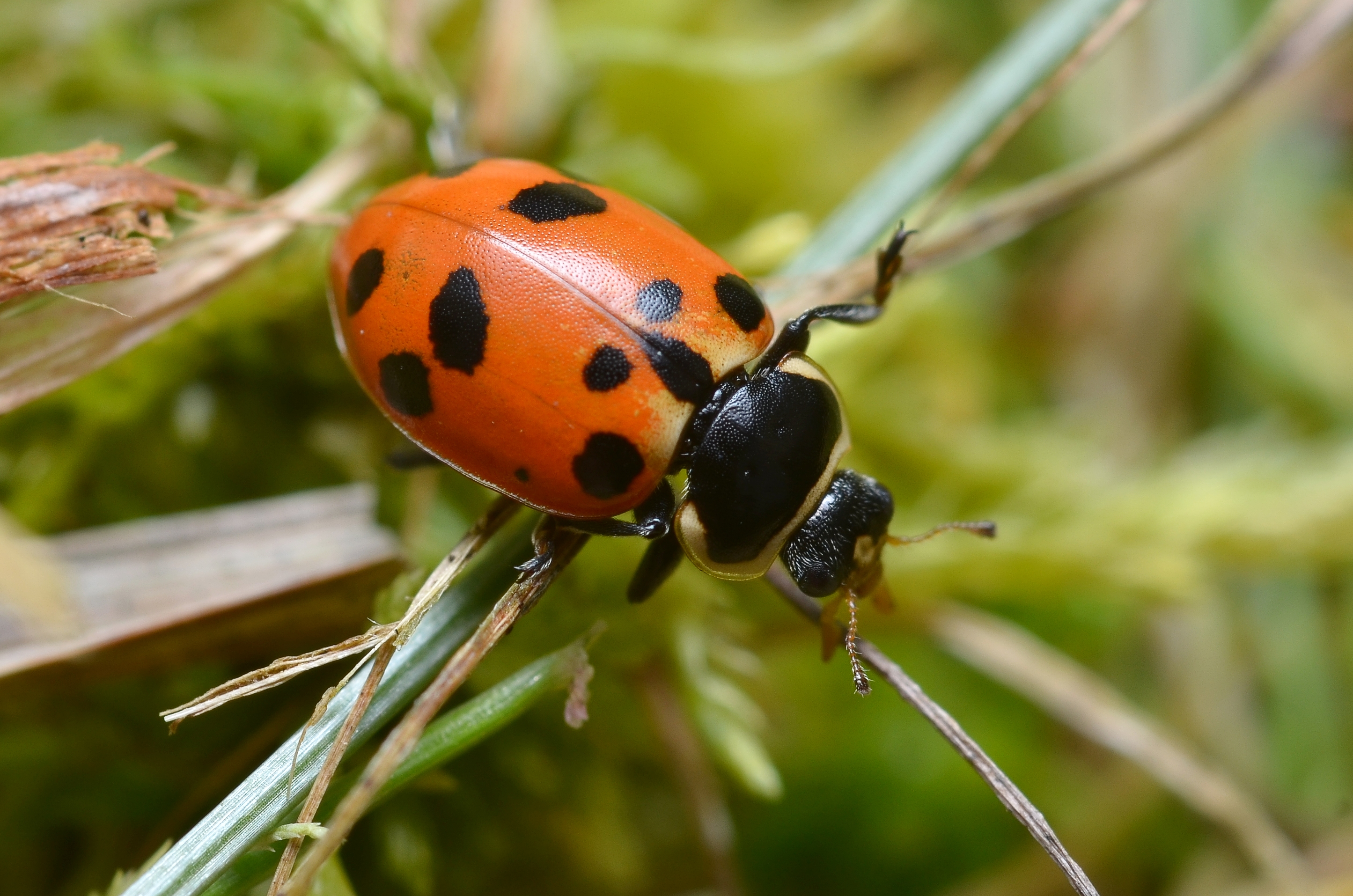
Hippodamia septemmaculata

Hippodamia septemmaculata  (лат.) — вид жесткокрылых из семейства божьих коровок. Распростанен в России (Магаданская, Камчатская обл., Хабаровский край, Амурская обл., Приморский край, Сахалин, Курильские острова (Кунашир), Сибирь, Кавказ, европейская часть), Белоруссии, Украине, Монголии, Западной Европе. Встречается на травянистой растительности осоково-злаковых и разнотравных лугов, болот и лесных полян среди лиственничных, елово-пихтовых и стелющихся лесов из кедрового стланика.

## Описание
Коровка длиной от 5 до 7 мм. Голени чёрно-бурые. Светлая кайма переднеспинки по бокам узкая, без чёрной точки.